# Белоусов, Сергей Николаевич
Серге́й Никола́евич Белоу́сов (6 марта 1897, Тула, Российская империя — 11 июля 1985, Киев, УССР) — советский историк, кандидат исторических наук (1947), директор Института истории Украины АН УССР (1936-41).

## Биография
Родился в 1897 году в г. Тула в семье рабочего. Окончил начальную школу, с 1909 года работал в оружейной мастерской, типографии, на Тульском оружейном заводе. С 1920 — на партийно-комсомольской работе. Учился в Москве в Коммунистической академии (1924-26) и Институте красной профессуры (1930-33, отделение партийного строительства и истории партии). В 1932-33 годах — зав. кафедры истории партии и партийного строительства, и. о. профессора 2-го Московского областного коммунистического университета в г. Тула (1932-33). В феврале 1933 года назначен начальником политотдела Грушковской МТС Одесской области. В 1934-36 годах — секретарь Бобринецкого райкома КП(б)У Одесской области.
23 ноября политбюро ЦК КП(б)У, а 26 декабря 1936 года Президиумом АН УССР назначен директором Института истории Украины. В 1937-38 годах (по совместительству) — секретарь парткома АН УССР. Под редакцией Белоусова Институт в 1937-41 годах опубликовал сборник статей по истории Украины, несколько выпусков «Очерков по истории Украины» и др. С июля 1941 до июля 1946 — в Красной армии. После демобилизации работал в Институте истории Украины — старшим научным сотрудником, и. о. зав. отделения истории советского общества (1951-55). По совместительству преподавал в Институте повышения квалификации преподавателей марксизма-ленинизма при Киевском университете. Кандидатская диссертация на тему «УССР в борьбе за завершение строительства социалистического общества. 1935 — июнь 1941». Подвергнут критике в постановлении ЦК КП(б)У «Про политические ошибки и неудовлетворительную работу Института истории Украины АН УССР» (29 августа 1947). С 1964 — на пенсии. Автор около 100 работ, в том числе «Воссоединение украинского народа в едином Украинском Советском государстве» (1951); «Восстановление и развитие народного хозяйства и культуры УССР в четвёртой сталинской пятилетке (1946—1950 гг.)» (1953); «КПСС — вдохновитель и организатор коммунистического строительства на Украине» (1960) и др.
Награждён орденом Ленина (1934).
Похоронен в г. Киев.